# Ічкеринське наїбство
Ічкерінське наїбство — адміністративна одиниця Північно-Кавказького імамату, і пізніше Російської імперії, входило до числа наїбств Чеченської області.

## Історія
Назва «Ічкерія», «Внутрішня земля» «Чоьхара мохк» відображав не всю загальночеченську етнографічну карту, а лише ті регіони, які традиційно входять до спільноти родоплемінного союзу нохчмохкоївських родів — тейпів.

### Північно-Кавказький імамат
Протягом років Кавказької війни вся Чечня була розділена імамом Шамілем на особливі округи, які називалися наїбствами. Кожним наїбством, що з кількох аулів, круглим числом близько 2000 дворів, управляв наїб. Наїби призначалися самим Шамілем і обиралися з осіб, які представляла громадськість імаму. Ічкеринське наїбство складалося з 6300 дворів (66 тис. осіб згідно з даними проведеного перепису в 1849 р. переписувачами імамату). При наїбах складалися загони мюридів, які утримувалися з допомогою жителів наїбств. Кадії (судді, фахівці з ісламського права) і старшини обиралися народом, проте за поданням наїбів і затверджувалися на своїх посадах Шамілем. Все населення чоловічої статі поділялося на десятки, члени яких були зобов'язані спостерігати за поведінкою один одного і, у випадку чогось підозрілого, від них потрібно відразу донести наїбу округу, якщо дії когось завдавали шкоди країні.

### Російська імперія
Як адміністративна одиниця Ічкеринський округ мав адміністративно-самостій, значення в період так званого військово-народного управління в рамках адміністративної системи, що входить до Терської обл. Цей округ входив до реєстру адміністративних одиниць з чеченським населенням.

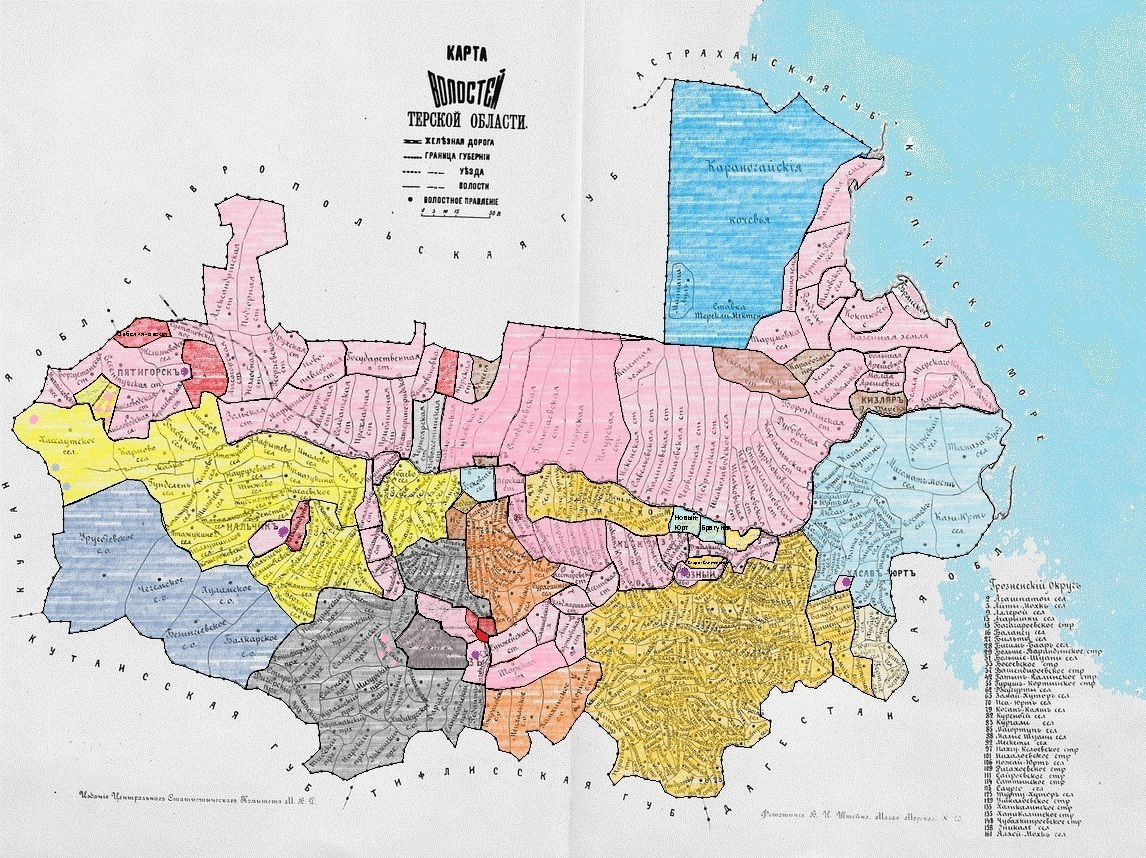
Карта етнічного складу населення Терської області за списками 1886

Надалі при переході до іншої системи управління цей поділ було ліквідовано. Вже останнім часом термін «Ічкерія» отримав нове політизоване звучання.